# Wenedowie

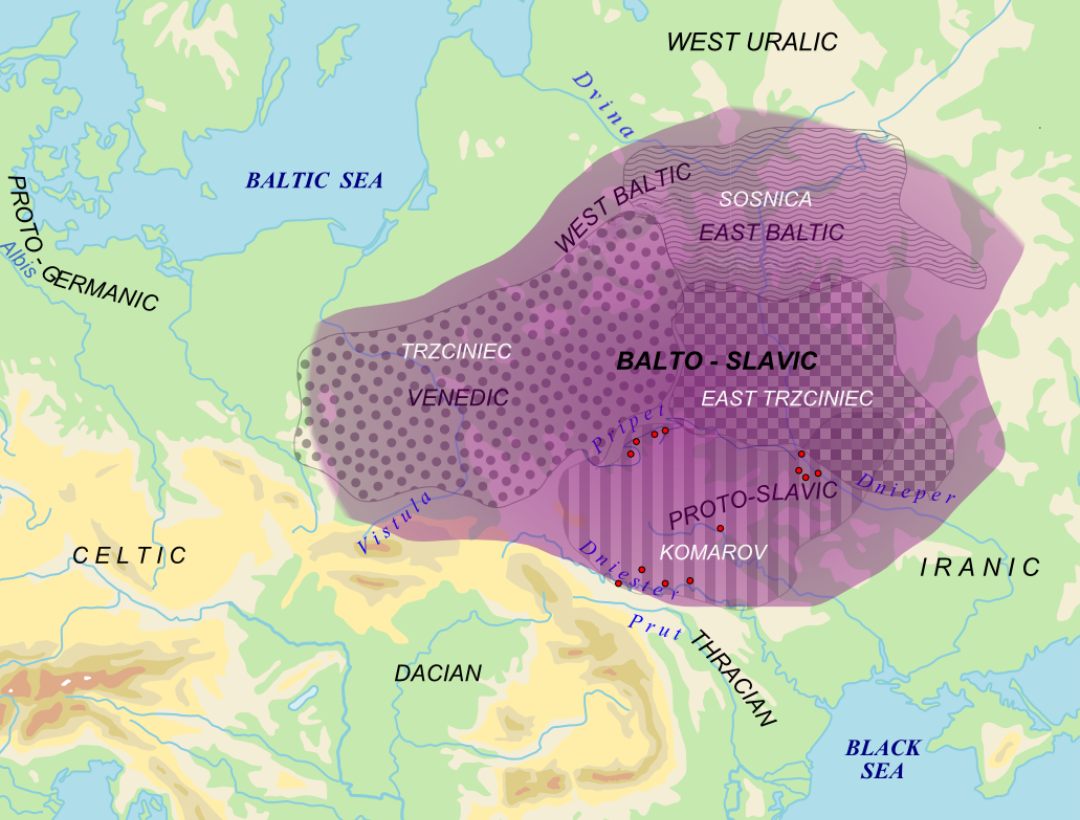
Możliwe wczesne rozmieszczenie etnosów bałtosłowiańskich (kultura trzciniecka i kultura komarowska)

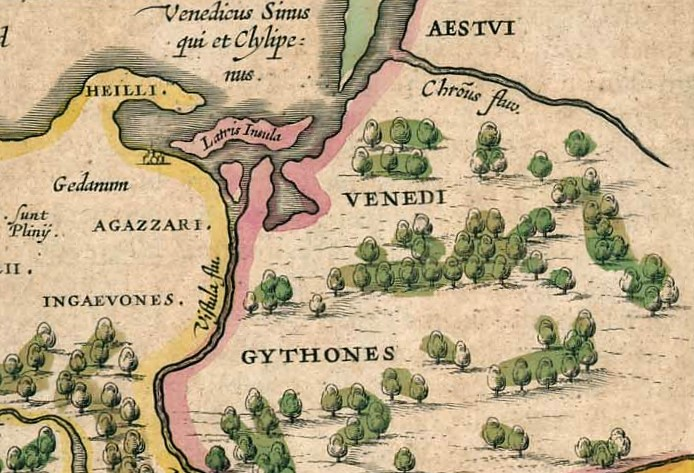
Venedi nad Zatoką Wenedyjską na XVII-wiecznej rekonstrukcji mapy Ptolemeusza

Wenedowie, Wenetowie, Wenedzi (łac. Venedae) – lud zamieszkujący w okresie rzymskim (I–IV wiek) ziemie nad Wisłą i Bałtykiem o spornej przynależności etnicznej, najczęściej identyfikowany ze Słowianami lub też traktowany jako odrębny lud indoeuropejski.
Najprawdopodobniej średniowieczną kontynuacją nazwy Wenedowie/Wenetowie są Wendowie (niem. Wenden lub Winden), jak Niemcy określali wówczas sąsiadujących z nimi Słowian.

## Przekazy
O Wenedach wspominają źródła rzymskie z I i II wieku, między innymi Pliniusz Starszy, Publiusz Korneliusz Tacyt, Klaudiusz Ptolemeusz. Ten ostatni nazwał Górami Wenedzkimi morenowe pagóry Pojezierza Mazurskiego, Góry Świętokrzyskie lub Karpaty, a Morzem Wenedzkim prawdopodobnie Morze Bałtyckie. Jordanes w VI wieku termin „Wenedowie” odnosił do słowiańskich Antów i Sklawinów .
Rzymska mapa Tabula Peutingeriana, datowana na II–IV wiek, umieszcza lud Venadi-Sarmatae w sąsiedztwie Lugiów, pomiędzy Bałtykiem a górami identyfikowanymi jako Karpaty. Ukazuje ona także mieszkający na południe inny lud wenedzki bliżej rzeki Dunaj.

Niektórzy twierdzą, że ziemie te aż do rzeki Vistula zamieszkane są przez Sarmatów, Wenedów, Scirów, Hirrów.

Sarmacja europejska ograniczona jest od północy Oceanem Sarmackim wzdłuż zatoki Wenedyjskiej (Sinus Venedicus) […] Góry Wenedyjskie (Οὐενεδικὰ ὄρη/Venedici Montes) […] Zamieszkują Sarmację ogromne ludy: Wenedowie wzdłuż Zatoki Wenetyjskiej (Οὐενεδικὸν κόλπον) […] Z mniejszych zaś ludów siedzą w Sarmacji Gytonowie koło rzeki Vistula, poniżej Wenedów […] Bardziej ku wschodowi od wymienionych siedzą poniżej Wenedów: Galindowie, Sudinowie i Stawanowie aż do Alanów.

Wenedowie przejęli wiele z obyczajów Sarmatów. Przebiegają bowiem w celach łupieskich wszystkie lasy i góry znajdujące się między Peucynami a Fennami. Jednak powinni być raczej zaliczani do Germanów, ponieważ budują domy, noszą tarcze i lubią szybkie, piesze marsze. Odróżnia ich to od Sarmatów żyjących na wozie i na koniu.

### Getica
Po rzezi Herulów, Hermanaryk skierował oręż przeciw Wenetom, którzy chociaż pośledni żołnierze, lecz mnogością silni, zrazu próbowali stawiać opór. Cóż jednak wskóra rzesza nieotrzaskanych z rzemiosłem wojennym, kiedy i Bóg dopuszcza, i rzesza nadejdzie. Wenetowie zaś, […] pochodząc z jednego pnia, występują dzisiaj pod trzema nazwami: Wenedów, Antów i Sklawenów. I chociaż dzisiaj, w wyniku naszych grzechów wszędzie się srożą, wtedy wszyscy spełniali pokornie rozkazy Ermanaryka. […]
Wiadomo, że po śmierci króla Ermanaryka, rozdzieliwszy się z Wizygotami, którzy odeszli [na zachód], Ostrogoci pozostali w tej samej ojczyźnie uznając zwierzchnictwo Hunów, jakkolwiek Vinithar, przedstawiciel Amalów, zachował oznaki swego przywództwa […] Powoli wydobywał się spod ich jarzma. Usiłując zarazem dać dowód swego męstwa, ruszył z wojskiem na ziemie Antów. Wszcząwszy działania wojenne, w pierwszym spotkaniu poniósł klęskę. Następnie […] króla ich, imieniem Boz, wraz z synami i siedemdziesięcioma naczelnikami dla postrachu ukrzyżował, aby trupy wiszących w dwójnasób trwożyły pokonanych

Tu Antowie jako część Wenedów, vide Vinithar < *Vinitha-harjis „zwalczający Wenedów”.

Ujęta w sieć tych rzek (Tisa, Danubius i Aluta) leży Dacja, którą osłaniają na kształt wieńca strome Alpy (Karpaty). Wzdłuż ich lewego skłonu, który zwraca się w kierunku północnym, od źródeł rzeki Vistuli na niezmierzonych przestrzeniach usadowiło się ludne plemię Wenetów, którzy chociaż teraz przybierają różne miana od rodów i miejsc, w zasadzie są nazywani Sklawenami i Antami. Sklawenowie siedzą na obszarze od grodu Noviodunum i jeziora określanego jako Mursjańskie, po rzekę Danaster, a na północy po Wisłę, mając błota i lasy zamiast grodów. Ziemie Antów zaś, którzy są najdzielniejszymi przedstawicielami plemienia, ciągną się nad zakrętem morza Pontyjskiego od Danastru po Danaper, rzek oddalonych jedna od drugiej na wiele staj.
Przy samym Oceanie, gdzie trzema gardzielami morze spija wody Vistuli, usadowili się Vidivariowie, zlepek różnorodnych szczepów. Za nimi, też na wybrzeżu Oceanu, pędzą żywot Estowie, lud ze wszech miar usposobiony pokojowo.

 Z Vidivariami prawdopodobnie należy łączyć nazwę Witland, krainę, w czasie, z którego pochodzi o niej przekaz, już estyjską (stanowiącą granicę między terenami Bałtów a krajem prasłowiańskich Wenedów). Jeśli nazwa Vidi-varii (na gruncie germańskim etnonim tłumaczy się zwykle jako "leśni ludzie") byłaby zniekształconą formą *Vindi-varii ("mężowie [z plemienia] Vindów/Wenedów"), byłaby to ostatnia (odnosząca się do VI w.) wzmianka o nadbałtyckich (przedsłowiańskich?) Wenedach.

## Interpretacja etniczna
kultura przeworska (dawniej „kultura wenedzka”)
     nadłabski krąg kulturowy
     kultura wielbarska
     kultury bałtyjskie
     kultura zarubiniecka
     kultura czerniachowska
     Cesarstwo Rzymskie

Kultury archeologiczne III wieku
kultura przeworska (dawniej „kultura wenedzka”)
nadłabski krąg kulturowy
kultura wielbarska
kultury bałtyjskie
kultura zarubiniecka
kultura czerniachowska
Cesarstwo Rzymskie

Lud ten identyfikuje się z Prasłowianami bądź z italo-celtycką bądź (północno-)iliryjską grupą językową.
Według Zbigniewa Gołąba i Alexandra M. Schenkera:
- dialekty wenetyjskie zalicza się zasadniczo do grupy italo-celtyckiej z wyraźnymi cechami italskimi (efekt tworzenia się tzw. językowej "ligi italskiej" ?), ale i nawiązaniami germańskimi (wspólne innowacje). Są to wskazówki mówiące, że dialekty te musiały być używane pierwotnie na pograniczu italo-celtyckim i germańskim (górne dorzecze Renu i Dunaju ?; zob. Ł).
- dialekty iliryjskie natomiast są odrębne od grupy tak italskiej, jak i trackiej, zbliżały się do grupy dako-myzyjskiej, wykazują też związki z germańskimi.

Analiza toponimów na terenie Polski wykazała istnienie szeregu nazw, które mogą być łączone z pierwszą lub drugą grupą dialektów. Przewagą zdają się mieć jednak nazwy pochodzenia prawdopodobnie wenetyjskiego, skupiające się w Polsce północnej – Wielkopolska i pas od środkowej Wisły po Sambię. W mniejszej liczbie zaobserwować można nazwy pochodzenia iliryjskiego (na przedgórzu sudeckim) i dako-myzyjskiego (na Podkarpaciu). Znaczące jest, iż krańce ich występowania (południowe dialektów wenetyjskich i północne – dla nazw iliryjskich i dako-myzyjskich) z grubsza pokrywają się z granicami osadnictwa wczesnoprzeworskiego, wbijającego się klinem między te dwa obszary dialektalne. Najpóźniejsze osadnictwo weneckie (wg R. Wołągiewicza) skupia się na obszarze kultury wielbarskiej, w dolnym biegu Wisły (szczególnie u jej prawego brzegu) (patrz: Pliniusz Starszy – „do Wisły” Wenedowie, Scirowie i Hirrowie; Ptolemeusz – Wenedowie nad Bałtykiem, na wschód od Wisły). Na tym obszarze (prawobrzeże dolnej Wisły) jednak sytuuje się także jądro osadnictwa gockiego (K. Godłowski).

## Etymologia
Istnieje kilka teorii odnośnie etymologii nazwy Wenedów:
- „mieszkający nad wodą” (z lit. vandů)[12],
- „przyjaciele, zaprzyjaźnieni” (irl. fine, *veniā, staroang. wine = „przyjaciel”)[12],
- wg Tadeusza Milewskiego: PIE *wen „kochać”, celt. veni- "ród", gal. Veni-carus, sirl. fin „rodzina”, fine (< *veniā) „pokrewieństwo, ród, rodzina”, bret. gwenn „rasa”; forma Veneti to mianownik liczby mnogiej od italoceltyckiego tematu *ven-e-to-, analogicznie do -cing-e-to w Ver-cingeto-rix „nad-król wojowników” (por.: sirl. cing „wojownik” = gal. cingeto, z cingim „kroczę, ciągnę (na wojnę)” – tak samo jak w germ. gang „zespół współchodzących – współdziałających ludzi” – goc. gangan „iść, chodzić”);
- wg Niederlego:
(…) nazwa Vend nie ma początku słowiańskiego, lecz najprędzej jest nazwą daną tym ludom przez sąsiadów, a jej pochodzenie nie zostało dotychczas wyjaśnione. Przypuszczam, że wyszło ono od Gallów, w których nomenklaturze najczęściej powtarza się ten element słowotwórczy: vind-, vend- (w znaczeniu „biały, jasny”). Ci, co wywodzą nazwę tę z języka słowiańskiego, zestawiają Vend, ze stsł. vętъ = magnus i stopniem wyższym vęštii = więtszy, większy[13].